# 渋谷孝
渋谷孝（しぶや　たかし、1931年6月−　2019年11月25日）は、日本の文学研究者、国文学・日本語教育学者、宮城教育大学名誉教授。

## 来歴
山形県長井市生まれ。山形師範学校、東北大学文学部国文学科卒業、同大学院国文学国語学専修博士課程中退。新潟大学助教授、教授、79年宮城教育大学教授。1997年定年退官。この間附属小学校長、附属図書館長。東北地区国語教育研究協議会会長。2012年、瑞宝中綬章受章。2019年死去。叙正四位。
はじめ平安朝文学を専攻したが、国語科教育と文学の関係に疑問を抱き、多くの著作を著す。

## 著書
- 説明的文章の指導過程論 明治図書出版 1973 (国語科の授業改造)
- 説明的文章の教材研究論 明治図書出版 1980.9
- 説明的文章の教材本質論 明治図書出版 1984.7
- 文学教育論批判 明治図書出版 1988.10 (教育新書)
- 国語科単元学習は成立するか 明治図書出版 1993.9 (国語教育ブックレット)
- 説明文教材の新しい考え方 明治図書出版 1999.12 (21世紀型授業づくり)
- 作文教材の新しい教え方 明治図書出版 2001.9 (21世紀型授業づくり)
- 文学教材の新しい教え方 明治図書出版 2003.5 (21世紀型授業づくり)
- 国語科教育はなぜ言葉の教育になり切れなかったのか 明治図書出版 2008.3

## 共編著
- 説明的文章の授業研究論 明治図書出版 1981.7
- 読み方授業のための教材分析 全7巻 市毛勝雄共編 明治図書出版 1983
- 中学校説明的文章の授業研究論 橋浦兵一共編著 明治図書出版 1986.3
- 読みを深める授業分析 全授業記録と考察 市毛勝雄共編著 明治図書出版 1987.4
- 授業のための全発問 全18巻別巻2 市毛勝雄共編 明治図書出版 1990-91
- 鑑賞指導と分析批評・授業への応用 菅野朋子共著 明治図書出版 1994.5 (授業への挑戦
- 実践言語技術教育シリーズ 中学校文学教育編 全8巻 市毛勝雄共編 明治図書出版 1997
- 同　小学校編、全12巻　1997
- 言語技術を生かした新国語科授業 中学校編 全4巻 市毛勝雄共編 明治図書出版 1998.7
- 言語技術を生かした新国語科授業 小学校編 全9巻 市毛勝雄共編 明治図書出版 1998.7

## 校訂
- 書陵部蔵躬恒集 凡河内躬恒 峯岸義秋,片野達郎と校訂 文理図書出版社 1961